# Ненад Шапоња
Ненад Шапоња (Нови Сад, 13. април 1964) српски је књижевник, књижевни критичар и путописац.

## Биографија
Дипломирао је на Медицинском факултету у Новом Саду (1991), а на Медицинском факултету у Београду је магистрирао из области Социјалне психијатрије (1994). Психијатрију је специјализовао 1993–96, а филозофију студирао на Филозофском факултету у Новом Саду.
Радио је као лекар опште праксе у Медицинском центру Зрењанин (1991–1992) и као специјализант на Клиници за психијатрију Медицинског факултета у Новом Саду (1993–1996). Од 1997. бавио се књижевношћу као самостални уметник. Био је стални књижевни критичар београдске Политике (1997–2005). Као телевизијски критичар и сарадник Радио-телевизије Војводине уредио је више од 20 сати телевизијског програма из области књижевности. Био је секретар Друштва књижевника Војводине (2000–2003) и један је од оснивача и заменик главног уредника часописа Златна греда.
| „              | Људи имају много улога у животу. Ја имам ту срећу или несрећу да имам више различитих занимања и чак образовања… Иако је издавач једно од мојих занимања, оно није кључно. Ја себе доживљавам као писца, као песника, ништа друго… А свачим сам се бавио. | ” |
| — Ненад Шапоња | |   |

Године 2002. основао је Издавачку кућу „Агора” са седиштем у Зрењанину и редакцијом у Новом Саду, у којој је као уредник и издавач потписао више од 500 наслова. Бројне књиге које је објавила „Агора” награђене су најпрестижнијим литерарним признањима. Више од 50 књига у Агорином издању добиле су најзначајније домаће и светске књижевне награде. Учестовао је и посетио бројне књижевне сајмове у земљи и свету (Франкфурт, Гетеборг, Болоња, Париз, Буенос Ајрес, Истанбул, Јерусалим, Шарџа, Пекинг, Каиро).
| „ | Ја као песник концентрацију имам само кад сам окружен туђим језиком. Никада ме није спопала носталгија, увек ми је занимљиво кад одем негде. | ” |

Оснивач је и главни уредник Издавачке куће „Агора” (од 2002). Директор је Културног центра Војводине „Милош Црњански” (од 2021). Оснивач је и председник је Друштва новосадских књижевника (од 2019) и потпредседник Удружења издавача и књижара Србије (од 2012), Био је председник Управног одбора Градске библиотеке у Новом Саду (од 2019–2022). Члан је уредништва Летописа Матице српске (од 2021) и главни и одговорни уредник часописа Нова мисао (од 2021). Члан је Српског књижевног друштва. Члан је Балканске академије уметности (Academia Balkanica Europeana).
Промотер је постмодерне поетике на нашим просторима, као и особеног интерпретативног приступа делу који подразумева „живљење” књижевности. Откад објављује савремену српску прозу као уредник, не пише о њој, јер сматра да се ради о неспојивим позицијама уредник/критичар.
Говори енглески језик и служи се немачким језиком.
Живи у Новом Саду. Ожењен је др Драгославом Живков Шапоња, која ради као кардиолог на ИКВБВ у Сремској Каменици. Имају два сина, Стефана (1991) и Филипа (1999).

## Награде и признања
- Бранкова награда, за најбољу прву песничку књигу, за књигу Ђоконда, 1991.
- Просветина награда, за књигу есеја Бедекер сумње, 1997.
- Награда „Милан Богдановић”, за најбољу критику у 1998. години.
- Награда „Мирослав Антић”, за песничку књигу Изглeдaм, дaклe нисaм, 2018.[6]
- Награда „Мома Димић”, за књигу путописа A Brisel se dâ prehodati lako, 2018/19/20.[7]
- Међународна награда „Гоцева мисла”, Скопље, 2023.[8]
- Награда „Кочићево перо”, за књигу Психологија гравитације, 2023.[9]
- Награда „Теодор Павловић”, за књигу Психологија гравитације, 2023.[10]
- Новембарска повеља Новог Сада, 2023.[11]
- Награда „Стеван Пешић”, за књигу песама Психологија гравитације, 2023.[12]
- Награда „Лаза Костић”, за књигу песама Психологија гравитације, 2024.[13]
- Награда „Ленкин прстен”, за најлепшу објављену љубавну песму, 2024.[14]
- Награда „Душан Васиљев”, за књигу песама Срећна вода, 2025.[15]
- Награда „Ђура Јакшић”, за књигу песама Срећна вода, 2025.[16]
- Награда „Димитрије Давидовић”, за животно дело, 2025.

## Књижевни рад
Пише поезију, есеје и прозу. Његови стихови препознатљиви су у савременој српској поезији због стилске савршености, херметичности и метафизичког увида.
| „ | Поред оглашавања у „старој“ песничкој форми, што намеће и строгу песничку дисциплину, Шапоњин поетски израз врло је специфичан и осебујан. Наиме, његови су стихови прецизни и деликатни а метафоре и слике суптилне. Одмак од материјалног, од агресивне свакодневне појавности/тривијалности и улазак у сфере идеја и принципа, од естетских до филозофских, чему је овај песник посвећен, захтева и од читаоца пажњу и врло активну сарадњу у спознаји песничког дела. Резултати оваквог манира и светоназора издижу се до висина уживања у интелектуалним конструкцијама и непатвореној поезији која слави снагу језика. | ” |
| — Илија Бакић, PARALELNE STVARNOSTI (NE)POSTOJANJA „Slatka smrt“ Nenad Šaponja; izdavač KOV, Vršac, 2012. | |   |

### Периодика и зборници
Поезијом, критиком, есејом, интервјуом и путописом заступљен је у часописима, листовима и новинама: Поља (1982–1983, 1986–1992, 1997–1999, 2008, 2017, 2020), Quorum (1990), Књижевност (1990, 1997, 2003, 2012), Улазница (1991, 1997, 1999–2000), Дневник (1991–1992, 1994–2001, 2010, 2016–2019), Градина (1991, 1998, 2010), Књижевна реч (1991–1993, 1998), Писац (1991), Браничево (1991), Летопис Матице српске (1993–2002, 2007, 2020), Књижевна клима (1994), Свитак (1995), Реч (1995, 1998), Свеске (1996–1997, 1999), Међај (1996, 2001, 2004), Политика (1997–2005, 2007), Недељни дневник (1998–1999), Књижевне новине (2000), Руковет (2001), Златна греда (2001, 2004–2005), Кораци (2002, 2007), Повеља (2012, 2017), Ковине (2013–2015), Нова Зора (2013), Наш траг (2016), Novi magazin (2018).
| „               | Поезија Ненада Шапоње одликује се поетичком доследношћу какву поседује ретко који индивидуални ауторски пројекат, чак и када имамо у виду шири контекст савременог српског песништва; у оквирима генерације којој припада, његова поетика је, изван сваке сумње, најстабилнија. | ” |
| — Саша Радојчић | |   |

Поезијом и кратком причом заступљен је у зборницима и антологијама: Пелуд света: од Ђорђа Сладоја до Иване Васић, Београд 1997; Речи и сенке: избор из транссимболистичког песништва деведесетих, Београд 1997; Spiritus medicorum: antologija poezije lekara, Нови Сад 1998; Nordul sârbesc, Timişoara, 1998; Сто година сто песника, Војводина XX век, Нови Сад 2001; Српска љубавна поезија, Нови Сад 2002; Озарења, 255 српских песника, Београд 2004; Lekari u savremenoj umetnosti Srbije, Нови Сад 2005; Антологија новије српске поезије, Београд 2005; Nebolomstvo, panorama srpskog pesništva kraja XX veka, Загреб 2006; Orfeu îndrǎgostit, Timişoara 2006; На скривеном трагу, Београд 2008; Pričaj mi… Kikinda Short, version 3.0, Кикинда 2009; Антологија Бранкове награде, 1954–2010, Нови Сад 2010; Писанија, Врање 2013; Песници Новог Сада: панорама, Нови Сад 2019; Нови Сад – песничка престоница: aнтологија српских песника од XVIII до XXI века, Нови Сад 2021.
| „                                                                                    | Дискутабилан је тај термин херметично. То би требало да значи да пишем неку поезију коју је тешко разумети и која је далеко од наше стварности. Можда је далеко од стварности, али оне баналне, потрошиве, испразне. Мој је став, да поезија, ако не оствари комуникацију – ње нема. А комуникација се остварује и преко срца, и преко душе. Другу комуникацију поезија не признаје. Нити ми ишта друго, што комуницира другачије, признајемо за поезију. И зато се не слажем са мишљењем да је моја поезија херметична. Напротив. Пишем са идејом најдубље, најсуштаственије могуће комуникације. | ” |
| — Ненад Шапоња, Nenad Šaponja: Najveće postignuće u životu je kada dođemo do poezije | |   |

### Учешће на књижевним фестивалима
- Krithi Festival, Кочи, Индија, август 2018.
- Струшке вечери поезије, Северна Македонија, август 2019.
- Међународни фестивал поезије „Орфей”, Пловдив, Бугарска, септембар 2020.
- Pro-Za Balkan, Скопље, септембар 2024.
- Istanbul International Poetry Festival, Истанбул, октобар 2024.
- Timisoara International Poetry Festival, Темишвар, октобар 2024.

## Дела

#### Поезија
- Ђоконда, Матица српска, 1990.
- Одрази варке или Огледало у две душе, Прометеј, 1993.
- Очевидност, Просвета, 1996.
- Море, Просвета, 1998.
- Четири поеме, Просвета, 2000.
- Слатка смрт, Књижевна општина Вршац, 2012.
- Постоји ли додир твоје душе?, Књижевна општина Вршац, 2014.
- Изгледам, дакле нисам, Прометеј, 2017.
- Силазим у тишину тега бачене коцке, Културни центар Новог Сада, 2019.
- Психологија гравитације, Прометеј, 2023.
- Срећна вода, Прометеј, 2024.

#### Есеј и књижевна критика
- Бедекер сумње, Просвета, 1997.
- Аутобиографија читања, Просвета, 1999.
- Iskustvo pisanja, Narodna knjiga, 2002.

#### Путопис
- A Brisel se dâ prehodati lako, Sajnos, 2018.

#### Преводи
Поезија му је превођена на енглески, шпански, италијански, македонски, румунски, словачки, азербејџански, бугарски, руски, словеначки, француски, албански и пољски језик. У целости су преведене следеће књиге:
- Постоји ли допир на твојата душа? (Постоји ли додир ваше душе?), „Македоника литера”, Скопље 2018 – превод на македонски Нове Цветановски.
- O moarte dulce (Слатка смрт), „Brumar”, Темишвар 2019 – превод на румунски Robert Serban и Славомир Гвозденовић; EMAG
- Vyzerám, teda nie som (Изгледам, дакле нисам), „Vydavateľstvo Spolku slovenských spisovateľov”, Братислава 2020 – превод на словачки Зденка Валент Белић; Spolok slovenských spisovateľov
- Görünürəm, demeli yoxam (Изгледам, дакле нисам), „Alatoran”, Баку 2020 – превод на азербејџански Zuar Settarh; LITERAZ
- Dulce muerte (Слатка смрт), „Esquina Tomada Ediciones”, Баранкиља (Колумбија) 2021 – превод на шпански Драгана Бајић; Esquina Tomada
- But Brussels can easily be covered on foot (A Brisel se dâ prehodati lako), „Агора”, 2021 – превод на енглески Вук Тошић.
- [Izdavačeva putovanja po svetu] (A Brisel se dâ prehodati lako), „Al Arabi”, Каиро 2022 – превод на арапском.
- Parezco, pero no soy (Изгледам, дакле нисам), „Esquina Tomada Ediciones”, Баранкиља (Колумбија) 2022 – превод на шпански Драгана Бајић.[18]
- А Брисел се да преходати лако, Bata press, Скопље, 2023 – превод на македонски Ненад Баткоски
- Psychologia grawitacji (Psihologija gravitaciji ili U tišini tega bačene kocke), Wydawnictwo Ruthenus, Rafał Barski, Кросно, 2024 – превод на пољски Олга Лалић-Кровицка  978-83-8395-001-3
- Psychológia gravitácie alebo V tichu závažia hodenej kocky (Psihologija gravitaciji ili U tišini tega bačene kocke), Slovenské vydavateľské centrum, Бачки Петровац, Vydavateľstvo Spolku slovenských spisovateľov”, Братислава, 2024 – превод на словачки Зденка Валент Белић

#### Научна студија
- Epidemiologija alkoholizma, Medicinski fakultet Novi Sad, 1995.

#### Превео
- Robert B. Parker, Hladan kao kamen, roman, Agora, 2004. Превод са енглеског на српски.

#### Ауторске антологије и избори
- Antologija savremene novosadske priče, Stylos, 2000.
- Najlepše pripovetke Pavla Ugrinova, Prosveta, 2002.
- Антологија старе новосадске приче, Stylos, 2003.
- Prosvetina knjiga krimi priče, Prosveta, 2003.
- Стаклена трава Тање Крагујевић, Агора, 2009.
- Павле Угринов, Десет векова српске књижевности, ИЦ Матице српске, Нови Сад, 2013.
- Нова прича Новог Сада, ДНК, Нови Сад, 2019.
- The new story of Novi Sad: a prose panorama, The Novi Sad Writers’ Association, 2022.